# Psamity

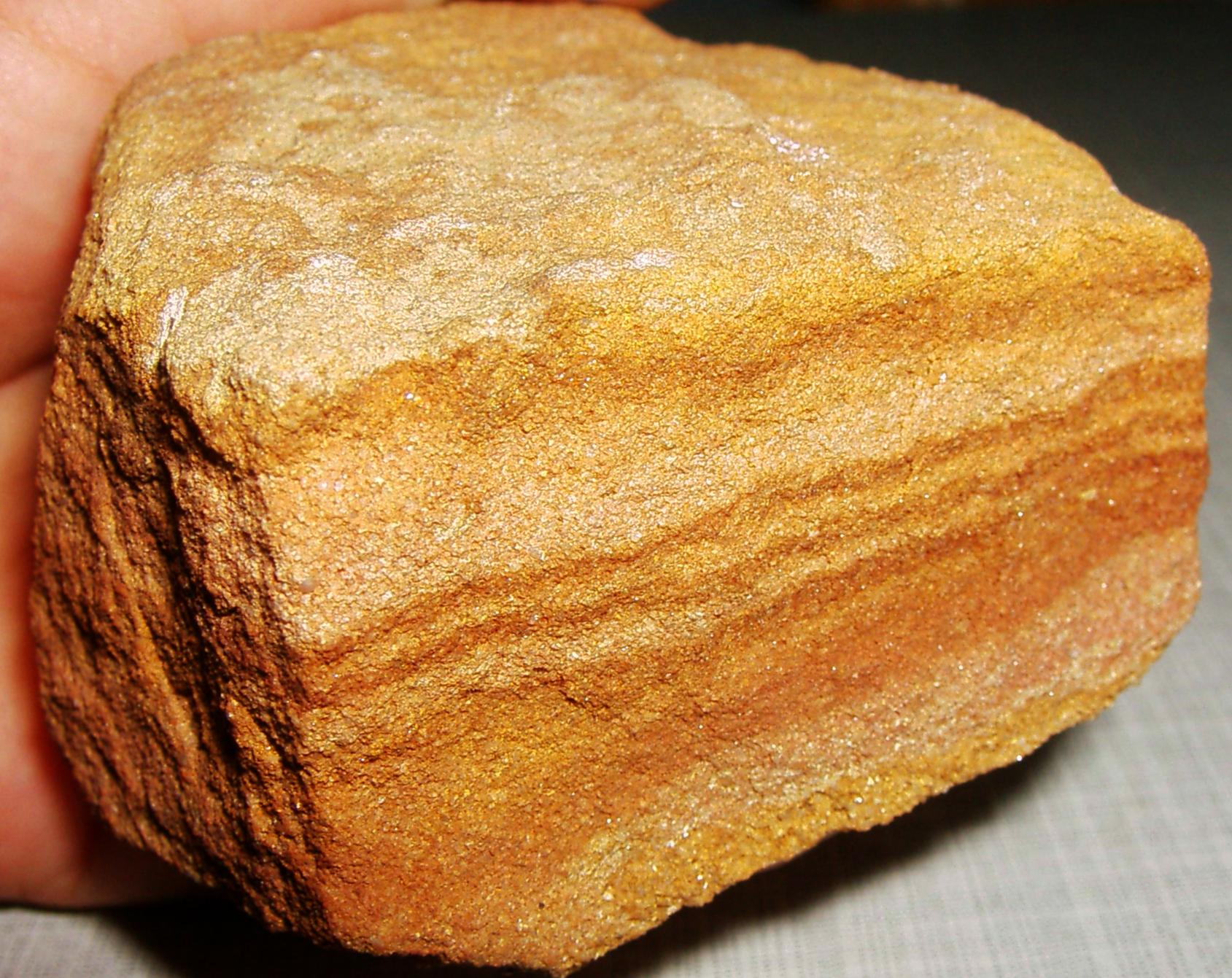
Piaskowiec

Psamity (arenity) – luźne bądź zwięzłe skały okruchowe, zbudowane przeważnie z ziarn frakcji psamitowej (piaskowej), o średnicy ziaren od 0,1 mm do 2 mm lub od 0,063 mm do 2 mm.  Według klasyfikacji opartej na wielkości ziaren są to osadowe skały średniookruchowe.
Do psamitów należą piaski i piaskowce a także arkozy, waka, szarogłazy, piaskowiec kwarcytowy (kwarcyt).
Czasami psamity występują jako domieszka w innych skałach (m.in. w glinach, marglach, wapieniach).